# Liebestod
"Liebestod" (tyska för 'kärleksdöd') eller Mild und Leise är den sista arian av Isolde, hämtad från Richard Wagners opera Tristan och Isolde (1859). Arian sjungs av en dramatisk sopran och markerar höjdpunkten i senromantiken, där tonaliteten drivs till det yttersta. Det är operans klimax, när Isolde besjunger Tristans döda kropp. De älskande längtar efter döden som fullbordan av deras socialt omöjliga förening på grund av äktenskapsbrott. När ordet Liebestod används som en litterär term hänvisar det till temat om dödens erotik eller "kärlek till döden", vilket innebär att fullbordandet av det älskande parets kärlek äger rum i döden eller efter.
Musiken används ofta i film- och tv-produktioner av dömda älskare.

## Wagners tanke
När Wagner komponerade operan hade han ett hemligt förhållande med Mathilde Wesendonck, en poet och hustru till hans mecenat bankiren Otto Wesendonck. Han inspirerades av det omöjliga i att göra denna kärlek till verklighet genom att använda sig av legenden om Tristan och Isoldeför att komponera denna opera och Wesendonck-Lieder.
I slutet av operan, efter att Tristan avlidit av ett sår efter en lång tids sjukdom, faller också Isolde ihop över sitt lik. Wagner själv kallade dock till en början sin solosång i slutet, som allmänt är känt under titeln "Isoldes Liebestod", "Isoldes förvandling". Wagner använde först termen Liebestod i sitt arrangemang av Förspel och slutscen som ett instrumentalt orkesterstycke "Tristan und Isolde – Vorspiel und Liebestod". Dessutom refererar librettot också till de nersjunkna kropparna av Isolde och Tristan som "lik", vilket tyder på att Isolde verkligen har uppnått den efterlängtade föreningen med Tristan i döden.

### Musikaliskt motiv
Arian börjar med samma motiv som i duetten i andra akten (Liebesnacht), där Isolde och Tristan lovar varandra att konkretisera sin kärlek genom döden. Ordet "Liebestod" förekommer också bara i slutet av denna duett. Duettens motiv återfinns också när orkestern spelar fortissimo. Från den stunden spelade orkestern från crescendo till höga toner. Från "ertrinken" spelar orkestern det sista motivet: den sista trösten. De sista verserna sjungs diminuendo. Tristanackordet avslutar arian och operan, även om det inledde den i första akten med förspelet.

## Bakgrund
Det litterära originalet, Gottfried von Strassburgs medeltida versberättelse Tristan (omkring 1210), har förblivit ett fragment. De älskandes gemensamma död kommer från Heinrich von Freibergs penna (omkring 1290). Men han följer upp med en varning om farorna med världslig kärlek.
Med Romeo och Julias (ytligt sett) rättvisa död (1595) antar Shakespeare motivet med de lurade bedragarna från den medeltida moralen. Enligt den kristna idén var självmordet en höjdpunkt av självtillräcklighet – på antagandet att döden var en nåd och att man inte kunde ge sig själv en nåd. Därför spelade Liebestod motiv en roll i upproret mot vanitas sedan slutet av 1700-talet.
Sedan slutet av 1700-talet hade det skett en frigörelse från religiösa föreställningar. Goethes roman Den unge Werthers lidanden (1774), där en olycklig älskare tar livet av sig, utlöste en Werther-effekt. Poeten Heinrich von Kleists självmord tillsammans med Henriette Vogel 1811 förknippas också ofta med motivet Liebestod.
På operascenen har Liebestod utvecklat en självständig tradition sedan man sökte motmodeller till den aristokratiska tragedin. En melodramatisk version finns redan i Peter von Winters Lenardo och Blandine (1779). En viktig förebild för Wagner var Vincenzo Bellinis I Capuleti e i Montecchi (1830), en opera som han hade dirigerat redan i Riga. I Giuseppe Verdis sena verk (Otello, Aida) betonades Liebestod också som ett centralt motiv.

## Utdrag ur texten
Arian avslutas med dessa sista rader. Från "ertrinken" sjungs verserna diminuendo. "Lust" sjungs piano som Isoldes sista andetag:
In dem wogenden Schwall,
in dem tönenden Schall,
in des Welt-Atems wehendem All
ertrinken,
Versinken
unbewusst unbewusst
höchste Lust!
Partituret efter Isoles sista ord: "Isolde sinkt wie verklärt, in Brangäne's Armen sanft auf Tristans Leiche. Grosse Rührung und Entrücktheit. Marke segnet die Leichen": "Som förvandlad sjunker Isolde försiktigt ner i Brangänes armar över Tristans lik. Stor känsla och glädje. Marke välsignar liken."

## I populärkulturen
År 1914 var den konstnärliga höjdpunkten av den österrikiske målaren Oskar Kokoschka målningen "Vindens brud", som visar målaren sammanflätad med sin älskarinna Alma Mahler i en pråm på ett stormigt hav. Målningen hette till en början "Tristan och Isolde", titeln på Alma Mahlers favoritopera, som också ackompanjerade det första mötet mellan Alma och Kokoschka den 12 april 1912 hemma hos Almas styvfar Carl Moll, då Alma Kokoschka spelade "Isoldes Liebestod" på piano innan han plötsligt omfamnade henne passionerat.
Genom hela sin film Patriotism (1966) spelar Yukio Mishima en gammal inspelning av Wagners Liebestod i bakgrunden. Ämnet är ett gemensamt självmord mellan en militär och hans fru efter kuppförsöket i Japan den 26 februari 1936.

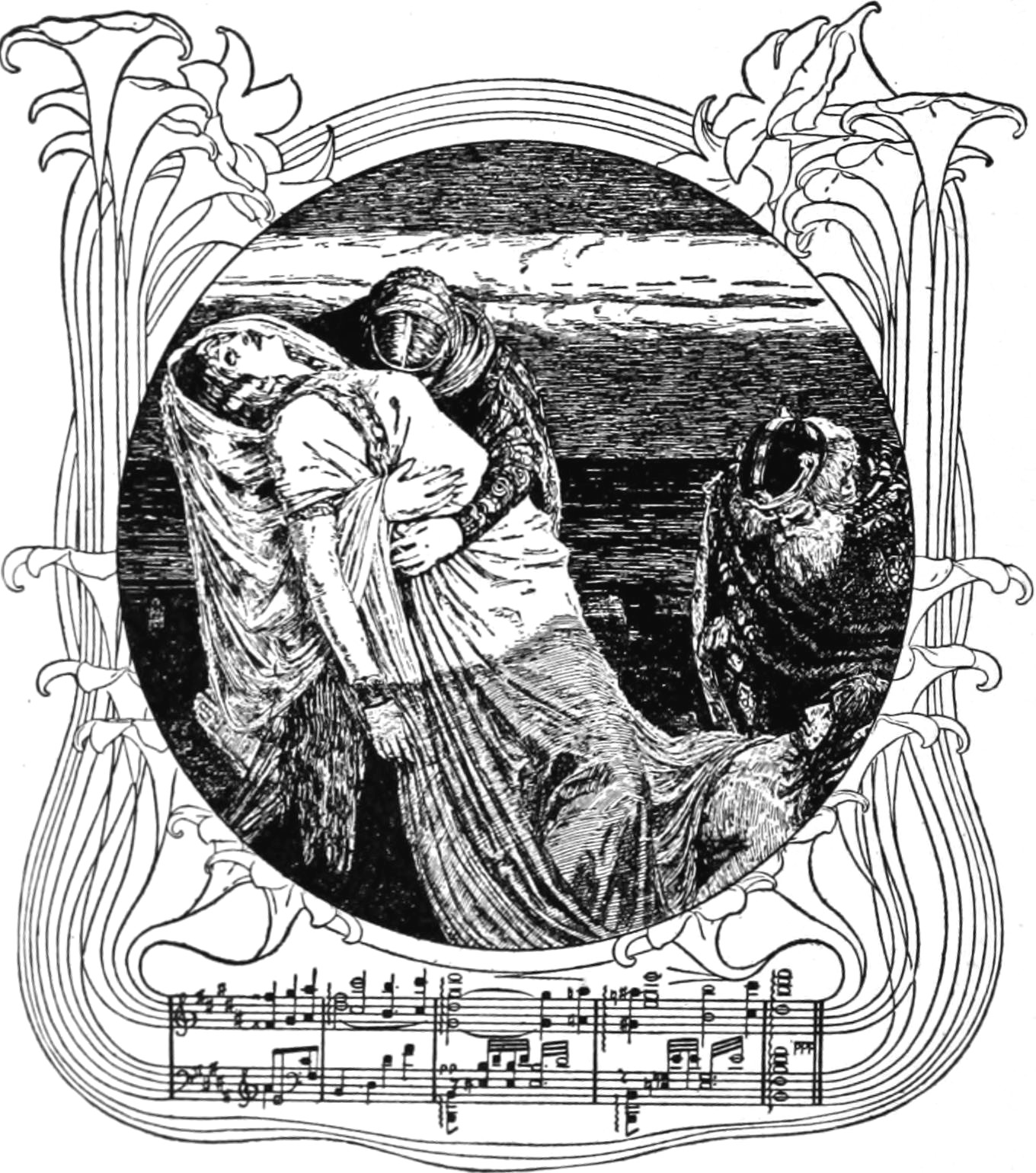
Framställning av Isoldes död (1917).

Liebestod är en körrefräng från låten "Love, You Came to Me" från 1969, Off-Broadway-musikalen The Last Sweet Days of Isaac. Sången sjungs av ett par som sitter fast i en hiss, när de förbereder sig för att ha sex, i tron att de snart kommer att dö..
Mild und leise är också titeln på en 18 minuter lång komposition syntetiserad av Paul Lansky från 1973 på en IBM System/360-superdator och baserad på de harmoniska inversionerna av Tristanackordet. Låten ligger också till grund för Radioheads låt Idioteque.
Liebestod är en av scenerna i filmen Aria, om en ung man (James Mathers) och en kvinna (Bridget Fonda) som kör till Las Vegas för att ha sex och sedan begå självmord tillsammans.
I Showtimes "Demimonde" avsnitt 4 av säsong 1 av TV-serien Penny Dreadful, spelar Dorian Gray på en grammofon för sin gäst Ethan Chandler och berättar för honom att det är den enda cylindern i hans samling som inte tråkar ut honom ännu.
I Baz Luhrmanns filmatisering av Shakespeares Romeo + Julia, är operaversionen av Isoldes Liebestod bakgrundsmusiken som spelas strax efter Julias (Claire Danes) död. Hon skjuter sig själv i huvudet med Romeos (Leonardo Dicaprio) pistol, efter att ha sett honom inta giftet och dö; Låten fortsätter att spelas under ett flashback-montage av deras förhållande under filmen, när kameran rör sig bort från de döda älskarnas sammanflätade kroppar.
Angélica Liddell regisserar en pjäs med samma namn på Théâtre de l'Odéon 2022.
Kompositören Justin Hurwitz använde den i filmen Babylon av Damien Chazelle. Den svävande "Gold Coast Sunset", som lyfter fram den triumferande scenen där ett filmteam firar färdigställandet av en scen från Conrads (spelad av Brad Pitt) senaste film i sviktande ljus, är inspirerad av Wagners Tristan och Isolde.
I operan Der Kommissar av Jury Everhartz upptäcker kommissarien den efterlyste mördaren i sig själv till tonerna av Wagners Liebestod (2002).
Som en symbol för den gemensamma undergången utan förgrunden av en individuell kärleksrelation står samma musik i Lars von Triers Melancholia (2011).